# Presea al Poderío de las Mujeres Sonorenses
La Presea al Poderío de las Mujeres Sonorenses es un premio otorgado por el Congreso del Estado de Sonora a mujeres con una trayectoria sobresaliente por sus trabajos y aportaciones en la defensa y promoción de los derechos de las mujeres en el estado de Sonora.

## Presea
La presea se entrega a mujeres que han destacado en las siguientes áreas 
- Política sonorense.
- Investigación histórica o en cualquier de las distintas disciplinas artísticas.
- Trabajo social y de obras asistenciales o filantrópicas.
- Ciencias.
- Docencia.
- Función pública.
- Ámbito jurídico.
- Literatura.
- Periodismo.
- Ramo empresarial.

## Historia
El 22 de octubre de 2020 a propuesta la diputada Alicia Gaytán Sánchez integrante de la LXII legislatura del Congreso del Estado de Sonora se presentó la de Ley para crear el reconocimiento “Presea al poderío de las Mujeres Sonorenses”.
El 18 de febrero de 2021 la Ley quedó aprobada en el pleno del Congreso.

## Convocatoria
El Congreso del Estado de Sonora por conducto de la Comisión para la igualdad de género emite una convocatoria pública para que la ciudadanía sonorense envíe sus propuestas en un periodo de tiempo con plazos específicos.
Las mujeres postuladas deben cumplir con un mínimo de requisitos de elegibilidad y las personas que realicen la propuesta deberán adjuntar documentos de carácter probatorio que serán analizados por un comité calificador.
Para la deliberación y posterior entrega de este premio se instala un comité calificador que se encuentra integrado por la Presidenta de la Comisión para la Igualdad de Género del Congreso del Estado de Sonora , una magistrada integrante del Supremo Tribunal de Justicia del Estado, una Consejera del Instituto Estatal Electoral y de Participación Ciudadana de Sonora, una magistrada del Tribunal Estatal Electoral, la Directora del Instituto Sonorense de las Mujeres y tres mujeres integrantes de la sociedad civil.

## Galardonadas

### Presea al Poderío de las Mujeres Sonorenses 2024[6][7][8][9][10]
- María Dolores Del Río Sánchez.
- Margarita Ramírez Celaya.
- María Elena Barreras Mendívil.
- Rosario Román Pérez.
- Susana Angélica Pastrana Corral.
- Marcia Contreras López.
- Ana María López Rodríguez.
- Selene Carolina Ramírez.
- Alina Imelda Trujillo Rodríguez.
- Mireya Scarone Adarga.

### Presea al Poderío de las Mujeres Sonorenses 2023[11][12]
- Wendy Briceño Zuloaga.
- Soledad Durazo Barceló.
- Blanca Luz Saldaña.
- Rosario Margarita Vásquez.
- Guadalupe Hernández López.
- María Salguero Bañuelos.
- Martha Frías Armenta.
- Alma Lorena Alonso.
- María Magdalena Rivera.

### Presea al Poderío de las Mujeres Sonorenses 2022[13][14][15][16][17][18]
- Elizabeth Cejudo Ramos.

- Rosa María O’ Leary.

- Leticia Burgos Ochoa.
- María Inés Aragón.

- Aurora García de León.

### Presea al Poderío de las Mujeres Sonorenses 2021[19]
- Olga Haydeé Flores Velásquez.

- Elizabeth Araux Sánchez.

- Guadalupe Taddei Zavala.

- Martha Patricia Alonso Ramírez.

- Silvia Isabel Núñez Esquer.